# Мичани (Ријети)
Мичани је насеље у Италији у округу Ријети, региону Лацио.
Према процени из 2011. у насељу је живело 27 становника. Насеље се налази на надморској висини од 434 м.